# Elecciones legislativas de la RSFS de Rusia de 1990
Las Elecciones legislativas de la RSFS de Rusia se celebraron en la RSFS de Rusia el 4 de marzo de 1990.
Un total de 1.068 diputados fueron elegidos para el Congreso de los Diputados del Pueblo de la RSFS de Rusia por un período de cinco años, siendo el 86% de ellos parte del Partido Comunista de la Unión Soviética (PCUS), mientras que el 13% restante eran independientes.  No pudieron participar formalmente en las elecciones partidos políticos aparte del PCUS, sin embargo las elecciones fueron competitivas y el Movimiento Democrático de Rusia, una organización que unía a varios grupos políticos de oposición, ganó alrededor de 190 escaños. El Congreso elegido comenzó su primera sesión el 16 de mayo. Entre los diputados electos del PCUS estaba Borís Yeltsin, que luego fue elegido por el Congreso como presidente del Soviet Supremo de la RSFS de Rusia, convirtiéndose efectivamente en líder de la RSFS de Rusia. Muchos miembros del PCUS, incluido Yeltsin, posteriormente dimitieron del PCUS. El PCUS fue prohibido temporalmente por Yeltsin en agosto de 1991 tras el intento de golpe de Estado en la Unión Soviética, y el partido (así como la propia Unión Soviética) colapsarían por completo en diciembre del mismo año.
Fue la primera y única elección libre al Congreso de Diputados del Pueblo de la RSFS de Rusia. Se convirtió en el Congreso de los Diputados del Pueblo de la Federación de Rusia después de la disolución de la Unión Soviética, y fue disuelto por Yeltsin en octubre de 1993 durante la crisis constitucional rusa de 1993 y reemplazado por la Asamblea Federal de Rusia.

## Resultados
| Partido                                 | Partido                                 | %    | Escaños |
| --------------------------------------- | --------------------------------------- | ---- | ------- |
| Partido Comunista de la Unión Soviética | Partido Comunista de la Unión Soviética | 86%  | 920     |
| Independientes                          | Independientes                          | 14%  | 148     |
| Total (participación electoral del 77%) | Total (participación electoral del 77%) | 100% | 1068    |